# Stenotabanus tobagensis
Stenotabanus tobagensis är en tvåvingeart som beskrevs av David Fairchild 1958. Stenotabanus tobagensis ingår i släktet Stenotabanus och familjen bromsar. Inga underarter finns listade i Catalogue of Life.